# پیامی در بطری (ترانه تیلور سوئیفت)
«پیامی در بطری» (انگلیسی: Message in a Bottle) ترانه‌ای از خواننده-ترانه‌سرای آمریکایی تیلور سوئیفت است. این بیست و پنجمین قطعه در دومین آلبوم دوباره ضبط‌شدهٔ سوئیفت، سرخ (نسخه تیلور) (۲۰۲۱) است که توسط ریپابلیک رکوردز منتشر شد. این ترانه را سوئیفت، مکس مارتین و شلبک نوشته‌اند و تهیه‌کنندگی آن بر عهدهٔ الویرا آندرفیارد و شلبک بوده‌است.
«پیامی در بطری» یک ترانه الکتروپاپ و دنس همراه با سینث‌سایزر و ضرب بیس تاثیرگرفته از موسیقی دههٔ ۱۹۸۰ است. برخی از منتقدان تولید این ترانه را ستودند و به شباهت‌هایی بین آن و آلبوم ۲۰۱۴ سویفت، ۱۹۸۹ اشاره کردند اما برخی دیگر از منتقدان این ترانه را ناامیدکننده تلقی کردند. این ترانه در شمارهٔ ۴۵ جدول بیلبورد هات ۱۰۰ ایالات متحده قرار گرفت.

## پیش‌زمینه و انتشار
در ۵ اوت ۲۰۲۱، تیلور سویفت یک تیزر ۳۰ ثانیه‌ای را در رسانه‌های اجتماعی منتشر کرد که حاوی حروف درهم‌هم بود که پس از رمزگشایی، عناوین آهنگ و همکاران ۹ آهنگ منتشر نشده‌ای را که قرار بود در سرخ (نسخه تیلور) باشند، نشان داد. نسخه ضبط مجدد او از آلبوم ۲۰۱۲ سرخ. یکی از ۹ آهنگ «پیامی در بطری» بود که مدت کوتاهی پس از آن به عنوان بیست و پنجمین آهنگ از آلبوم اعلام شد. در نوامبر ۲۰۲۱ پس از انتشار آلبوم به عنوان یک تک آهنگ به رادیو ایالات متحده ارائه شد.